# Fiducie
Pour les articles homonymes, voir Trust et Fiduciaire.
La fiducie (du latin fiducia, « confiance ») est un concept juridique anglo-saxon de gestion de patrimoine privé connu en anglais sous le nom de « trust ». Il désigne une opération par laquelle une personne appelée « constituant » confie la propriété de biens, de droits ou de sûretés présents ou futurs à un tiers appelé fiduciaire, agissant au profit d'un ou plusieurs bénéficiaires, avec des conditions d'usage ou de durée.
Cette notion de trust existe depuis au moins trois siècles dans la Common law. Elle figure dans le droit néerlandais sous le nom de bewind et serait proche en droit allemand de la notion de Treuhand (confiance) et en droit musulman de waqf.
Elle n'existait pas dans le droit français jusqu'en 2007 où elle a été introduite par la loi no 2007-211 du 19 février 2007, puis modifiée par la loi de modernisation de l'économie du 4 août 2008, puis par la loi du 12 mai 2009 qui a introduit des dispositions spéciales relatives à la fiducie-sûreté, puis en 2010 par un décret et un arrêté mettant en place le Registre national des fiducies (non public) prévu par la loi  recensant la totalité des fiducies créées en France afin que le Fisc puisse vérifier qu'elles ne soient pas utilisées pour l'optimisation ou la fraude fiscale.
Depuis les années 1990, elle est particulièrement et de plus en plus utilisée pour gérer des actifs financiers depuis les paradis fiscaux anglo-saxons, et parfois pour constituer une concentration financière monopolistique (comme autrefois dans le cas l'empire Rockefeller qui a justifié que les États-Unis votent une loi anti-trust).

## En droitcanadien
Une « fiducie de revenu d'entreprise » recueille des capitaux en offrant au public des parts de fiducie et elle utilise ensuite généralement le produit de cette offre pour investir dans des actifs qui génèrent un rendement en fonction des revenus d'une entreprise exploitée activement.
Les « fiducies de revenu » sont des mécanismes de transfert généralement structurées de manière que leur revenu soit attribué aux détenteurs d'« unités » : la fiducie ne paie aucun impôt sur ses bénéfices. Les montants attribués aux détenteurs sont cependant assujettis à l'impôt. Si des unités de la fiducie sont détenues par une entité exonérée d'impôt (caisse de retraite par exemple), aucun impôt n'est payé, le gouvernement ne percevant des revenus fiscaux que lorsque des fonds sont plus tard versés aux retraités.

### En droit civilquébécois
« La fiducie résulte d'un acte par lequel une personne, le constituant, transfère de son patrimoine à un autre patrimoine qu'il constitue, des biens qu'il affecte à une fin particulière et qu'un fiduciaire s'oblige, par le fait de son acceptation, à détenir et à administrer. » (article 1260 du Code civil du Québec). Les articles pertinents relatifs à la fiducie dans le Code civil du Québec sont les articles 1260 à 1298.

#### Fiducie de protection d'actifs?
La conception juridique classique du patrimoine d'une personne est qu'il est unique et qu'il constitue le gage commun de ses créanciers. Mais en 1994, il est devenu possible au Québec de créer des « Fiducies de protection d'actifs », permettant de créer un « patrimoine d'affectation » sur lequel le constituant peut se nommer à la fois cofiduciaire et bénéficiaire, sans donc réellement posséder de droits réels sur ces biens.
Ceux qui espéraient mettre ainsi leur patrimoine à l'abri de créanciers ont été déçus car les tribunaux québécois, constatant que créer un tel patrimoine avec l'objectif de protéger le débiteur de ses créanciers contrevenait aux normes essentielles du droit civil, ont créé une jurisprudence en déclarant fréquemment « nulles » les fiducies de protection d'actifs faites au détriment des créanciers du constituant.

## En France
La première fiducie de France (au nouveau sens juridique du mot, tel que défini par la loi de 2008) a été une fiducie-sûreté portant sur des immeubles ayant pour fiduciaire Natixis, chargé de détenir les biens pour le compte d’un tiers en garantie de créances restructurées, créée le 6 février 2008.
Le registre national n'est pas public, mais en 2015, selon l'association française des fiduciaires, il y avait au moins 430 conventions de fiducies signées pour un total d’actifs traités supérieurs à 10 milliards d’euros (des chiffres surprenants pour une institution peu utilisée notait Marco Fanizza en 2019).

### Dans le droit civil français
La fiducie n'a été introduite dans le Code civil français qu'en 2007, via une proposition de loi du sénateur Philippe Marini.
Elle est définie comme « l'opération par laquelle un ou plusieurs constituants transfèrent des biens, des droits ou des sûretés, ou un ensemble de biens, de droits ou de sûretés, présents ou futurs, à un ou plusieurs fiduciaires qui, les tenant séparés de leur patrimoine propre, agissent dans un but déterminé au profit d'un ou plusieurs bénéficiaires ».
Ne pouvaient être « constituants d'une fiducie que des « personnes morales soumises de plein droit ou sur option à l'impôt sur les sociétés » et les droits du constituant au titre de la fiducie n'étaient « ni transmissibles à titre gratuit, ni cessibles à titre onéreux à des personnes autres que des personnes morales soumises à l'impôt sur les sociétés ». Autrement dit, elle était interdite à toute personne physique, afin qu'on n'y trouve pas un nouveau moyen d'optimisation fiscale et/ou de contourner l'obligation de paiement des droits de successions. Une condition de nationalité limite aussi le risque d'évasion fiscale : l'article 13 de la loi 19 février 2007 prévoit que seuls les « résidents d'un État de la Communauté européenne ou d'un État ou territoire ayant conclu avec la France une convention fiscale en vue d'éliminer les doubles impositions qui contient une clause d'assistance administrative en vue de lutter contre la fraude ou l'évasion fiscale » peuvent créer une fiducie.
La profession d'avocat (et non celle de notaire) peut désormais utiliser trois nouveaux instruments juridiques : la fiducie, la convention de procédure participative et l'acte privé contresigné, ce qui rapproche le droit français du droit anglo-saxon, mais l'avocat est libéré du secret professionnel dans le cadre de ses activités de fiduciaire quand il s'agit de permettre aux autorités judiciaires, administratives et ordinales d'effectuer les contrôles requis pour contrer le blanchiment d'argent et l'évasion fiscale ; dans certaines juridictions, il a aussi devoir de renseigner les mandataires (leurs ayants droit) ou créanciers des actifs détenus par la fiducie les concernant. 
En 2009, une ordonnance a clairement précisé que la réglementation spéciale relative au fiduciaire prime sur celle concernant la profession d’avocat.

## Aux États-Unis
Le gouvernement américain (comme ceux d'autres pays) condamne depuis longtemps[Quand ?]la finance offshore et l'opacité des paradis fiscaux, mais plusieurs États américains ont, depuis les années 1990, adopté sur leur territoire des lois si libérales au profit des fiducies[non neutre], que ces dernières peuvent y offrir toutes garanties de discrétion aux millionnaires et milliardaires internationaux, oligarques, magnats des affaires, politiciens et criminels à la recherche d'endroits où cacher leur argent du fisc, et parfois des endroits où facilement blanchir de l'argent sale,,,,,.
En octobre 2021, les révélations des Pandora Papers ont montré ou confirmé que les fiducies américaines de certains États (Alaska, Delaware, Nevada et New Hampshire et South Dakota, ici cités par ordre alphabétique), offrent des niveaux de protection et de secret rivalisant ou dépassant selon l'ICIJ ceux offerts par les paradis fiscaux « classiques ».
Les enquêtes du Washington Post et du Consortium international des journalistes d'investigation (ICIJ) sont basées sur des sources limitées (informations ayant fui de seulement 14 cabinets d'avocats) mais à elles seules, elles ont en deux ans permis d'identifier 206 fiducies abritant aux États-Unis un total plus d'un milliard de dollars. Et selon l'ICIJ, 30 de ces fiducies abritent et font fructifier des actifs liés à des personnes ou des entreprises connues pour être accusées de fraude, de corruption et/ou de violation des droits de l'homme.
Après les attentats du 11 septembre 2001, pour lutter contre le financement du terrorisme, de nombreux gouvernements dans le monde ont contraint les banques de leurs pays à enquêter sur l'origine de toutes les sommes importantes d'argent qu'elles reçoivent en dépôt ou transit, et d'échanger certaines données entre pays (ainsi, de nombreux États-membres de l'Union européenne, exigent déjà que les fiducies y signalent leurs créateurs, fiduciaires et bénéficiaires à un registre centralisé). Mais, alors que les paradis fiscaux les plus connus commençaient peut-être à également être un peu mieux surveillés, l'« industrie fiduciaire américaine » a su échapper à ces contraintes. Elle semble depuis avoir connu un rapide essor, essor qui pouvait laisser penser que les fiducies étaient désormais préférées aux paradis fiscaux et aux banques de pays par un nombre croissant de détenteurs de fortunes illégales ou souhaitant échapper au fisc. Dans le Dakota du Sud les actifs des fiducies auraient ainsi plus que quadruplé au cours de la dernière décennie, atteignant probablement 360 milliards de dollars). La Fiducie South Dakota Trust Company, l'une des plus importantes du Sud-Dakota, gère des fortunes venues de 54 pays. Et dans la ville de Sioux Falls, le seul bureau de Trident Trust Co. a par exemple apporté un service fiduciaire à :
- un magnat du textile colombien, blanchissant l'argent d'un réseau international de drogue[15] ;
- un magnat du jus d'orange, cachant là l'argent gagné en complicité avec certaines autorités brésiliennes au détriment d'agriculteurs sous-payés [15] ;
- des personnalités de la famille de l'ancien président dominicain [15] ;
- un producteur de sucre de la République dominicaine, accusé d'exploiter les travailleurs et d'expulser au bulldozer des familles de leurs maisons[15].

Trident Trust (fournisseur mondial de services offshore) a déclaré se conformer à toutes les réglementations applicables et régulièrement coopérer avec les autorités.
Le Washington Post rappelle que depuis la fin des années 1990, le lobby des fiducie, a peu à peu présenté (et fait voter) dans certains États américains des dizaines de propositions de loi attrayantes pour les clients du pays et d'ailleurs, leur permettant de cacher et protéger leurs actifs des créanciers, du fisc et de leurs gouvernements.
Théoriquement le secret fiduciaire n'est pas complet : les fiducie doivent, avec une diligence raisonnable, vérifier l'identité leurs clients (les constituants), et examiner de manière plus approfondie les actifs étrangers quand ils existent ; et transmettre ces informations aux autorités ad hoc. Aux États-Unis les fiducies peuvent être auditées par l'État, au moins une fois tous les deux ans.
Mais la surveillance, selon les critiques de ce système, est en réalité faible, notamment car limitée par des réglementations vagues ou incohérentes. Ainsi la loi de 1986 sur le contrôle du blanchiment d'argent, ne permet au gouvernement de poursuivre les auteurs affaires de blanchiment d'argent[pas clair] contre des étrangers ayant des actifs aux États-Unis, que si ces actifs ont été générés à partir du produit de l'une des six catégories de crimes, telles que trafic d'armes ou trafic de drogue) et les détenteurs du patrimoine peuvent assez facilement s'abriter derrière des sociétés écran, hommes de paille ou le secret des affaires. En outre, La loi américaine exclut la prise en compte par le procureur, dans ce contexte, de centaines d'autres infractions (dont contrebande, travail des enfants, trafic d'espèces sauvages, vol d'antiquités, contrefaçon et même l'évasion fiscale, alors que dans d'autres pays, les lois sur le blanchiment d'argent couvrent tous les crimes) ; le procureur doit alors mobiliser d'autres voies de lutte contre le crime (accusations de fraude, de transport de biens volés…). Les nouvelles exigences du FinCEN (chargé de surveiller la criminalité financière pour le département du Trésor) permettent en grande partie aux entreprises de décider elles-mêmes du degré d'examen à mettre en œuvre, mais une révision du droit est attendue sur ces questions.

## Promesses non tenues
Paul Montrone, homme d'affaires et chef d'entreprise du New Hampshire et promoteur enthousiaste de la législation de 2006 qui a dopé l'activité des fiducies, arguait (en 2005, en s'appuyant sur une étude commandée par une nouvelle société à responsabilité limitée gérée par son fils) que les fiducies pourraient créer jusqu'à 2 100 emplois dans l'État et jusqu'à 3,7 millions de dollars de revenus annuels pour l'État. Après la loi de 2006, Montrone a cofondé (en 2007) Perspecta Trust destiné à gérer les fortunes pour le compte de riches clients.
En 2019, une étude destinée à éclairer le New Hampshire Trust Council sur les coûts et avantages des fiducies pour cet État, étude communiquée au Législateur, a dressé un tout autre bilan, montrant que seulement entre 225 à 275 emplois dans les fiducies sont enregistrés dans cet État ; avec un bénéfice financier pour l'État qualifié de « négligeable » par le commissaire aux banques de l'État, Gerald Little - alors que selon Glenn Perlow (président du conseil de fiducie de l'État), l'industrie des fiducies supervise désormais 600 milliards de dollars d'actifs dans ce même État.

## Vers des fiducies de dynasties?
Alors que depuis des siècles la jurisprudence avait toujours limité dans le temps la durée de vie des fiducies, le Dakota du Sud a dans les années 1980 contribué à faire sauter ce verrou aux États-Unis, avant qu'en 1995 les fiducies puissent légalement se transmettre de génération en génération, avec peu ou pas du tout de contraintes ou d'obligations fiscales.
L'un des promoteurs de cette idée semble avoir été l'avocat new-yorkais Jonathan Blattmachr, qui alors qu'il était en Alaska cherchait une solution pour aussi protéger les trusts/fiducies des réclamations de futurs créanciers, comme cela se faisait déjà dans les centres financiers offshore des îles Cook ou du Belize. Avec son frère et d'autres, il a rédigé une proposition de loi que le législateur de l'Alaska a rapidement voté, en dépit des inquiétudes exprimées par des responsables de haut niveau (selon des correspondances que les archives de l'État d'Alaska ont conservé). Cette possibilité soulève des questions éthiques et politiques, car l'État a ainsi approuvé un système susceptible de « permettre à une personne d'éviter plus facilement le paiement de dettes légitimes », alors que le commissaire adjoint au commerce à l'époque avait notamment alerté à ce sujet. « Personnellement, je ne pense pas que ce soit une bonne idée » avait-il-ajouté.
Le gouverneur Tony Knowles (démocrate) notait en outre que certaines parties de la législation étaient plus libérales que les lois de paradis fiscaux décriés comme les Bermudes ou les îles Caïmans, et qu'il « pourrait potentiellement nuire aux conjoints et aux enfants en bloquant les versements de pension alimentaire ».
Un autre détracteur de cette loi était Lawrence Waggoner, professeur de droit à l'université du Michigan : « Ne vous méprenez pas sur une chose : ce projet de loi vise un type de confiance que l'avocat extérieur à l'État qui est derrière ce projet de loi veut créer pour ses riches clients. (…) C'est peut-être le projet de loi le plus pernicieux que j'ai vu » avait-il écrit aux représentants de l'État.
Le gouverneur Knowles qui avait d'abord mis son veto à cette législation, l'a levé un an plus tard, estiment qu'une nouvelle version du texte protégeait cette fois les conjoints et enfants. Ce texte a alors été adopté par la législature de l'État. D'autres États ont fait de même.